# کانتزانو
کانتزانو (به ایتالیایی: Canzano) یک کومونه در ایتالیا است که در استان تیرامو واقع شده‌است.

## خصوصیات
کانتزانو ۱۶ کیلومترمربع مساحت و ۱٬۸۶۱ نفر جمعیت دارد و ۴۴۸ متر بالاتر از سطح دریا واقع شده‌است.